# All Systems Go
Denna artikel handlar om Vinnie Vicents studioalbum All Systems Go. För musikgruppen med samma namn, se All Systems Go! (musikgrupp).
All Systems Go är Vinnie Vincents band Vinnie Vincent Invasions andra och sista studioalbum, utgivet den 2 maj 1988.
Med en ny sångare Mark Slaughter tog sig All System Go till plats 64 på Billboards Hot List. Den var mycket nära att sälja guld med sina 450 000 sålda skivor. 
Två singlar släpptes från skivan, "Love Kills" och "That Time of Year." Båda låtarna fick musikvideo men ingen av dem fick någon större framgång.

## Låtlista
Alla låtar är skrivna av Vinnie Vincent.
1. "Ashes to Ashes"
2. "Dirty Rhythm"
3. "Love Kills"
4. "Naughty Naughty "
5. "Burn"
6. "Let Freedom Rock"
7. "That Time of Year"
8. "Heavy Pettin'"
9. "Ecstasy"
10. "Deeper and Deeper"
11. "Breakout"
12. "The Meltdown (Instrumental)"
13. "Ya Know - I'm Pretty Shot (Instrumental)"

## Medverkande
- Mark Slaughter - sång och bakgrundssång
- Vinnie Vincent - gitarr och bakgrundssång
- Dana Strum - bas och bakgrundssång
- Bobby Rock - trummor